# Tomasz Sołtysik
Tomasz Sołtysik (12. prosince 1847 Rymanów – 11. srpna 1916 Mariánské Lázně) byl rakouský pedagog a politik polské národnosti z Haliče, na počátku 20. století poslanec Říšské rady.

## Biografie
Působil jako pedagog, klasický filolog a politik. Byl dlouholetým ředitelem Sobieského gymnázia v Krakově. Zasedal coby poslanec Haličského zemského sněmu.
Působil i jako poslanec Říšské rady (celostátního parlamentu Předlitavska), kam usedl v doplňovacích volbách roku 1906 za kurii městskou v Haliči, obvod Krakov. Nastoupil 24. října 1906 místo Jana Rottera. Ve volebním období se uvádí jako Thomas Sołtysik, c. k. školní rada a ředitel III. státního gymnázia v Krakově.
V roce 1906 se uvádí jako kandidát polských demokratů (Polskie Stronnictwo Demokratyczne). Zasedl do poslaneckého Polského klubu.
Zemřel v srpnu 1916 v Mariánských Lázních.